# Eryngium guatemalense
Eryngium guatemalense är en flockblommig växtart som beskrevs av William Botting Hemsley. Eryngium guatemalense ingår i släktet martornar, och familjen flockblommiga växter. Inga underarter finns listade i Catalogue of Life.